# 潛水 (地下水)
潛水層是指存在於地表以下第一個穩定隔水層上面、具有自由水面的重力水。它主要由降水和地表水入滲補給。潛水面上任上點的標高（H）秒爲該點的潛水位；潛水面至隔水板頂面的距離稱爲含水層厚度（h），也稱含水層。

## 基本特點
- 潛水面上部，一般無穩定隔水層存在，因此潛水具有自由的水面，不承受靜水壓力，屬無壓水。在重力作用下，由潛水位較高處向低處流動。
- 通常大氣降水、地表水經過包氣帶直接滲入而補給潛水，所以水多數情況下，潛水的分布區就是補給區，兩者完全一致。
- 潛水動態（水位、水質、水量等）受氣候影響而有季節性變化。如雨季，降水充沛，潛水獲得補給量較多，致使潛水面上升，埋藏深度變小，因而呈現季節性變化。
- 由於潛水埋藏較淺，易污染，易於取用，故常爲民用水源及工農業供水水源。

## 补给来源
潜水面以上不存在（连续性）隔水层，因此，潜水的全部分布范围都可以接受大气降水的补给，在地表水分布处可以接受地表水的补给，还可以接受下伏含水层的越流补给或其他方式的补给，另外还接受（有意识或无意识的）人工补给。

## 排泄途径
潜水以多种形式排泄，包括以泉的形式溢流于地表，直接泄流于地表水，通过包气带向大气蒸发以及通过植物蒸腾，以越流或其他方式向相邻或下伏含水层排泄，通过水井、钻孔、坑道等人工排泄。

## 延伸閱讀
- 劉志國 吳青松 王現國 張秋冬 劉新紅. . 河南省鄭州市金水路11號: 黃河水利出版社. 2008. ISBN 978-7-80734-414-8.